# آلا كودريافتسيفا
آلا كودريافتسيفا (بالروسية: Кудрявцева, Алла Александровна) مواليد 3 نوفمبر 1987 في موسكو، هي لاعبة كرة مضرب روسية متقاعدة. بدأت مسيرتها كمحترفة سنة 2005 تلعب باليد اليمنى، احتلت المرتبة 192 في تصنيف رابطة محترفات كرة المضرب 8 فبراير 2016.

## النهائيات

### الزوجي: 1 (الوصافة 1)
| الحصيلة | التاريخ | الدورة                     | الأرضية | الشريك             | المنافس             | النتيجة  |
| ------- | ------- | -------------------------- | ------- | ------------------ | ------------------- | -------- |
| الوصافة | 2009    | بطولة الصين المفتوحة للتنس | صلبة    | إيكاترينا ماكاروفا | هيش سو وي بينق شواي | 3–6, 1–6 |

## روابط خارجية
- آلا كودريافتسيفا على موقع رابطة محترفات التنس (الإنجليزية)
- آلا كودريافتسيفا على موقع الاتحاد الدولي لكرة المضرب (الإنجليزية)
- آلا كودريافتسيفا على موقع كأس بيلي جين كينغ (الإنجليزية)
- آلا كودريافتسيفا على موقع خلاصة التنس.كوم (الإنجليزية)
- آلا كودريافتسيفا على موقع إي إس بي إن.كوم (الإنجليزية)

- الموقع الرسمي